# Колёня, Шахин
Шахин Колёня (алб. Shahin Kolonja; тур. Şahin Teki Kolonya; 1865, Старье — 1919, Стамбул) — албанский журналист и политик.

## Биография
Шахин Колёня родился в селении Старье, на территории сегодняшней южной Албании, тогда входившей в Османскую империю.
Колёня окончил школу гражданской службы (мюлькие) и был директором нескольких школ идадие, первоначально в Эдирне. Он был одним из множества албанцев, находившихся на османской государственной службе, и некоторое время был мутасаррифом санджака Афон (Айнароз). Колёня оставил государственную службу, чтобы следовать другим жизненным целям и убеждениям. Позднее он был арестован в Манастире и приговорён к трём годам тюремного заключения за распространение произведений на албанском языке. В 1897 году он написал меморандум в адрес османских властей о разрешении издавать газету на албанском языке. Его просьба была отклонена. Через два года он обратился за помощью в публикации газеты к австро-венгерскому консулу в Манастире. Из-за трудностей и постоянного наблюдения со стороны властей ему пришлось покинуть страну. Колёня побывал в различных странах Европы, окончательно обосновавшись в Софии.
С 1901 по 1908 год он издавал в Софии журнал «Дрита», который в 1884 году основал Петро Пога, при содействии Кристо Люараси (1876—1934) и финансовой поддержке Австро-Венгрии. Люараси был управляющим издательства «Прогресс» (алб. Mbrothësia), которое ранее было создано албанской общиной Софии, организованной преимущественно вокруг общества «Желание» (алб. Dëshira), которое ставило своей задачей распространение знаний и албанских языковых норм среди албанцев и служение национальному делу.
Через газету Колёня и Люараси активно работали над укреплением национального сознания албанцев и представляли книги на албанском языке. Статьи Колёни в «Дрите» и других изданиях освещали социально-экономический аспект албанского национального движения, критиковали османский аристократический класс, к которому принадлежал и сам Колёня, будучи беем, и отмечали тяжёлое положение крестьянства. Колёня выступал за идеи Албанского национального возрождения и безопасность национального существования, обеспечиваемую улучшением конституционных отношений между албанцами и Османской империей. Но в то же время он поддерживал деятельность албанских партизан, борющихся с турками.
Находясь в Софии, Колёня поддерживал Мустафу Рагиба, младотурецкого революционера из Болгарии. С помощью Колёни Рагиб возобновил издание своей газеты «Общественное мнение» (тур. Efkar-ı Umumiye) на болгарском и турецком языках. Поэтому в этом издании также публиковались материалы об албанских делах. Это не осталось незамеченным со стороны османских властей, отозвавших Рагиба, чтобы вывести его из под влияния Колёни .
Колёня не доверял арберешам, которых он считал пешками в руках итальянского правительства, отстаивающего свои интересы в албанском вопросе, и отказывался сотрудничать с ними. Он поддерживал помощь Австро-Венгрии в осуществлении албанских чаяний на Балканах.
В 1904 году Колёня перевёл на османский язык и опубликовал в «Дрите» манифест Сами Фрашери 1889 года «Албания — какой она была, какой она стала, какой она будет» (алб. Shqipëria ç´ka qenë, ç´është e ç´do të bëhet).
В 1906 году Колёня участвовал в вербовочной деятельности за рубежом, среди албанской диаспоры в Бухаресте, Констанце, Софии и Египте, для Албанского манастирского комитета.
В 1908 году Колёня был избран депутатом от Корчи в османский парламент при финансовой поддержке албанских активистов. Он был видным членом 26 собраний, которые представляли четыре албанских вилайета. В том же году он стал одним из делегатов конгресса в Манастире, на котором был стандартизирован албанский алфавит.
После обсуждений, проведённых рядом делегатов в ходе Манастирского конгресса, Колёня в качестве парламентария намеревался представить Османской империи программу албанского образования. Она предусматривала албанское начальное и среднее образование, сокращение государственного финансирования греческих школ с православными албанскими учащимися и замену его османскими государственными фондами и доходами от церковной собственности, подготовка зарубежных учёных для создания албанского университета, содержание католического и православного духовенства, оплачиваемое Османской империей, албанскую военную службу на албанских землях, албанскую жандармерию, местную албанскую собственность на транспортную инфраструктуру и эксплуатацию природных ресурсов, открытое свободное голосование и сбор налогов с признанием албанской нации и языка.
В 1908 году он вступил в партию Ахрар Исмаила Кемали, а в 1910 году — в Демократическую партию, основанную Ибрахимом Темо и Абдуллой Джевдетом. Из-за военных действий с младотурками ему пришлось снова уехать за границу в 1911 году. Проведя пару месяцев во Влёре в 1913 году, он вернулся со своей семьёй в Стамбул в 1915 году. Колёня был женат на дочери Наима Фрашери. С этого времени и до своей смерти в 1919 году он не участвовал более в политической деятельности из-за проблем со здоровьем и алкогольной зависимости.